# Bartłomiej Apostoł
Bartłomiej Apostoł, znany również jako Natanael, cs. Apostoł Warfołomiej (ur. w I wieku n.e. w Kanie Galilejskiej, zm. ok. 70 w Albanopolis w Armenii) – jeden z dwunastu apostołów dwojga imion, zwany w Ewangeliach Mateusza, Marka i Łukasza Bartłomiejem (grecko-aramejskie bar-Tholomaios „syn Tolomaja-Ptolemeusza” lub „syn oracza”), a przez Jana – Natanaelem (hebr. „Bóg dał”). Wbrew apokryfom i stanowisku Augustyna z Hippony i Grzegorza Wielkiego Kościół rzymskokatolicki przyjął, że to ta sama osoba; męczennik i święty Kościoła katolickiego oraz prawosławnego. Święty ten wymieniany jest w Modlitwie Eucharystycznej (Communicantes) Kanonu rzymskiego.

## Życiorys
Bartłomiej wymieniany w Ewangeliach Mateusza (Mt 10, 3 BT), Marka (Mk 3, 18), Łukasza (Łk 6, 14), a także Dziejach Apostolskich (Dz 1, 13), utożsamiany jest z pojawiającym się u Jana Natanaelem (Jan 1, 45-51; 21,2). Jeśli rzeczywiście Bartłomiej był tożsamy z Natanaelem, to wyróżniał się w gronie apostolskim dobrym wykształceniem. Możliwe jest, że poprzez znajomość z Natanaelem Jezus został zaproszony na wesele w Kanie Galilejskiej. Z apokryfów o św. Bartłomieju zachowały się Ewangelia Bartłomieja i Apokalipsa Bartłomieja. Znana jest jednak w dość drobnych fragmentach. Zachował się również obszerniejszy apokryf Męka Bartłomieja Apostoła. Według niego Bartłomiej miał głosić Ewangelię w Armenii, a także w Indiach, Arabii, a nawet w Etiopii. Podobno miał nawrócić brata króla Armenii, Polimpiusza. Z rozkazu króla Astiagesa pojmano Bartłomieja w mieście Albanopolis (obecne Emanstahat). Był męczony, rozpięty na krzyżu głową w dół, żywcem obdarty ze skóry, ukrzyżowany, a następnie zabity.

## Kult
Ikonografia
W ikonografii przedstawiany jest z kordelasem do zdzierania skóry oraz jako postać z widoczną tkanką mięśniową, ze skórą trzymaną w ręku. Na takiej skórze przedstawionej na fresku Sąd Ostateczny w kaplicy Sykstyńskiej Michał Anioł umieścił swój autoportret.
Patronat
Jest patronem wielu rzemieślników: rzeźników, garbarzy, introligatorów, siodlarzy, szewców, tynkarzy, górników, krawców, piekarzy, sztukatorów, a we Florencji – sprzedawców oliwy, serów i soli; wzywany w przypadku chorób nerwowych, konwulsji i chorób skóry. Ponadto jest uważany za patrona bartników, pasterzy, właścicieli winnic, grzybiarzy i rolników.
Relikwie
Relikwie świętego znajdują się w katedrze wystawionej ku jego czci w Benewencie oraz w bazylice św. Bartłomieja w Rzymie. Od 30 sierpnia 2015 roku decyzją Stolicy Apostolskiej relikwie św. Bartłomieja znajdują się również w sanktuarium Matki Sprawiedliwości i Miłości Społecznej w Piekarach Śląskich.
Dzień obchodów
Święto liturgiczne św. Bartłomieja w Kościele katolickim obchodzone jest 24 sierpnia.
Cerkiew prawosławna wspomina apostoła w ciągu roku liturgicznego czterokrotnie:
- 11/24 czerwca[d], tj. 24 czerwca według kalendarza gregoriańskiego
- 22 kwietnia/5 maja, tj. 5 maja
- 30 czerwca/13 lipca (Sobór dwunastu apostołów), tj. 13 lipca
- 24 sierpnia/7 września, tj. 7 września

## Galeria

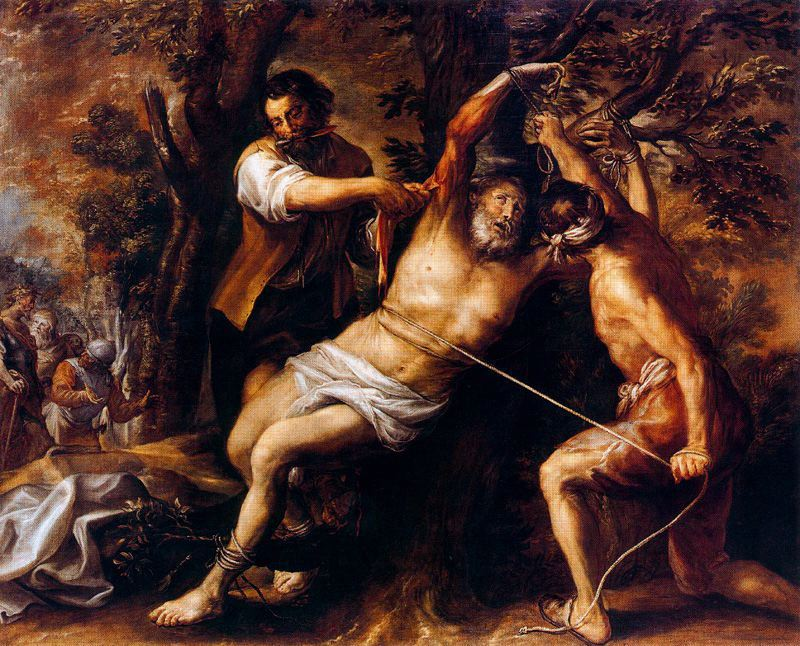
Francisco Camilo, Męczeństwo świętego Bartłomieja
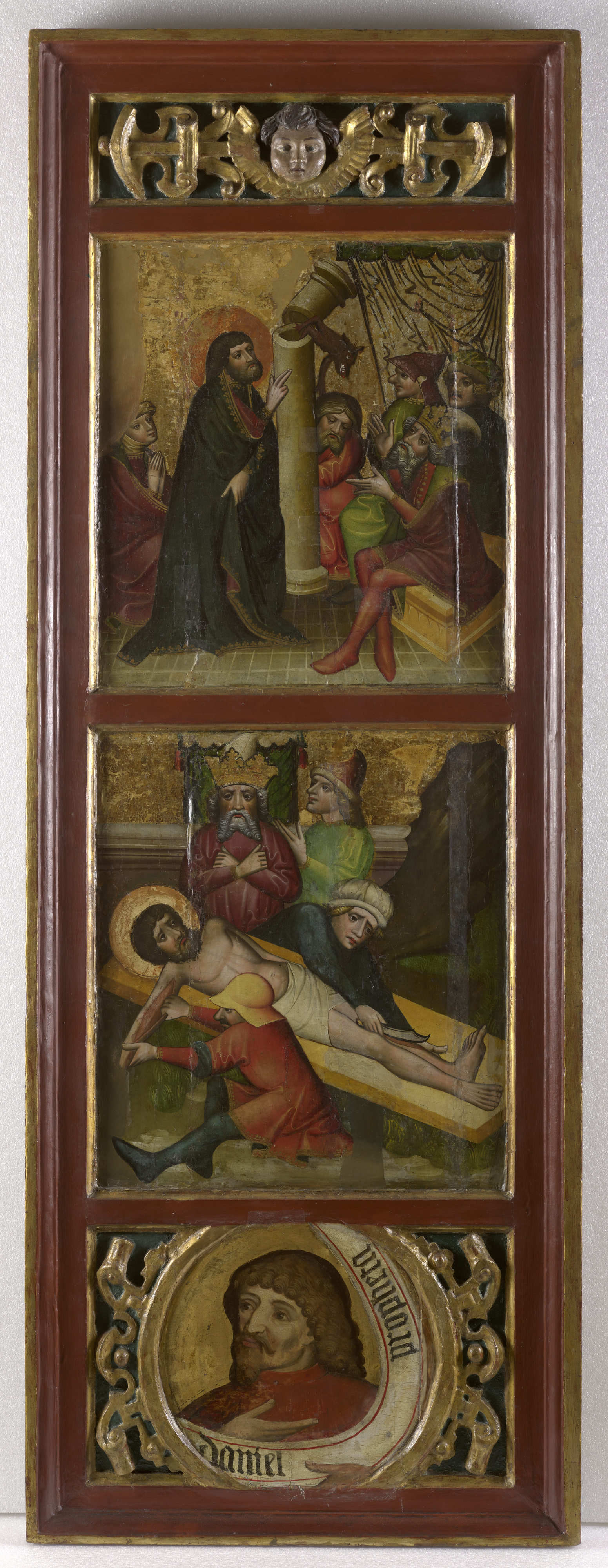
Skrzydło ołtarzowe z kościoła parafialnego św. Bartłomieja w Kamionce Wielkiej koło Nowego Sącza (XV w.), kolekcja Muzeum Narodowego w Krakowie, przedstawiające działalność misjonarską i męczeńską śmierć św. Bartłomieja